# Диброва (Конотопский район)
Диброва  (укр. Діброва; до 2024 года — Першотравневое) — село,
Шпотовский сельский совет,
Конотопский район,
Сумская область,
Украина.
Код КОАТУУ — 5922089303. Население по переписи 2001 года составляло 127 человек.

## Географическое положение
Село Першотравневое находится на расстоянии в 2,5 км от левого берега водохранилища Ромен.
В 2,5 км расположены сёла Шпотовка и Базилевка.
По селу протекает пересыхающий ручей с запрудой.

## История
- ? — дата основания.

## Происхождение названия
Происходит от слов: укр. перше — первое, укр. травень — май; укр. Першотравневое — Первомайское.
Село названо в честь праздника весны и труда Первомая, отмечаемого в различных странах 1 мая; в СССР он назывался Международным днём солидарности трудящихся.
На территории Украиской ССР имелись 50 населённых населённых пунктов с названием Першотравневое и 27 — с названием Первомайское.